# Споменик 88 садница на Новом Београду
Споменик 88 садница је споменик који се налази у новобеоградском Блоку 70, а посвећен је Јосипу Брозу Титу.
Посвећен је југословенском државнику Јосипу Брозу Титу, а направљен је осамдесетих година  у акцији 88 садница за друга Тита. Налази се близу ОШ „20. октобар” у Блоку 70, на шеталишту „Лазаро Карденас”.